# Орден Святого Михайла (Баварія)
Орден Святого Михайла або Орден Святого Архистратига Михайла (нім. Orden zum Heiligen Michael) — одна з найвищих нагород Баварського королівства. Заснований 29 вересня 1693 року Йозефом Клеменсом Баварським, тодішнім архієпископом-курфюрстом Кельн, як військовий орден. 
Повна назва — Преславний Військовий Орден Поборників Божої Слави під Покровом Святого Архистратига Михайла. Спочатку цей орден був призначений лише для католицької знаті. Пізніше реорганізований в Орден за заслуги Святого Михаїла (нім. Verdienstorden vom Heiligen Michael).

## Історія
Орден Святого Архистратига Михайла було засновано 29 вересня 1693 курфюрстом кельнським Йозефом Клеменсом. Спочатку включений до Баварського королівства як чисто релігійний орден обраної католицької знаті.
Після свого заснування орден складався з Великого Магістра та трьох класів: командора, лицаря-офіцера та лицаря, розділених на два відділи, духовний і світський. Великий магістр був нагороджений нагрудною зіркою. В ордені було чотири духовні чини: канцлер, почесний капелан, служитель і сакрістан, та 4 світських чинів: маршал, скарбник, конний і камергер. Орден в теорії мав налічувати 63 членів, що представляли вік Богородиці.
Штаб ордену розташовувався в Годесбурзі, пізніше в курфюрському палаці. Її головною церквою був собор Св. Михаїла в Берг-ам-Лаймі, Мюнхен.
Король Максиміліан І двічі змінював його статут у 1808 і 1810 рр., включивши у його завдання піклування про захисників Вітчизни та дозволивши прийом як почесних членів обмеженої кількості осіб без огляду на їх соціальну та релігійну приналежність. Статут 1837 остаточно позбавив орден релігійного і аристократичного характеру і підпорядкував ордену Громадянських заслуг.
16 лютого 1837 року Людвіг I Баварський перетворив військовий орден на орден за заслуги під назвою «Орден заслуг Святого Михайла», який поділявся на три класи: кавалер Великого хреста, командор і кавалер. Вигляд нагород також змінився. 1855 року були введені класи Лицар-Командор і Лицар 2-го класу. 1887 року, за пропозицією Фридріха Крайльсгайма, орден було реформовано і розділено на лицарів 1-го, 2-го, 3-го і 4-го класів; до ордена приєдналися Хрест за заслуги та Срібна медаль.
Після смерті князя Вільгельма і перетворення на Орден за заслуги, король Баварії був де-факто Великим магістром Ордену.